# Sum pospolity
Sum pospolity, sum, sum europejski (Silurus glanis) – gatunek ryby z rodziny sumowatych (Siluridae).

## Występowanie
Zasiedla wody zlewiska Morza Bałtyckiego, Morza Czarnego i Morza Kaspijskiego na wschodzie aż po Hiszpanię na zachodzie. Na północ sięga do Zatoki Botnickiej (płd. i środkowa Szwecja i płd. część Finlandii). Introdukowany we Francji i we Włoszech oraz na Półwyspie Iberyjskim.
Spotykany w dużych rzekach i zbiornikach zaporowych, w jeziorach jest rzadszym mieszkańcem. Najczęściej aktywny po zachodzie słońca, w dzień przebywa na dolnych partiach, przy dnie, w miejscach o spokojnym przepływie. Prowadzi osiadły tryb życia i z natury jest samotnikiem. Zimą, od grudnia do lutego, nie żeruje.

## Opis
Druga co do wielkości (po biełudze) ryba Europy i największa europejska ryba słodkowodna. Osiąga długość 3 m i masę ciała ponad 100 kg (największy okaz miał długość 2,73 m i ważył 130 kg). W Polsce przedstawiciele tego gatunku osiągają mniejsze rozmiary (ok. 2,7 m) ze względu na klimat i dostępność pożywienia. Ciało długie pozbawione łusek, głowa duża, otwór gębowy jest duży, silnie uzębiony. Nad górną szczęką znajdują się dwa długie, a pod dolną cztery krótkie wąsy. Płetwa grzbietowa jest silnie zredukowana, posiada tylko 3–5 promieni, natomiast płetwa odbytowa jest bardzo długa i sięga prawie do zaokrąglonej płetwy ogonowej. Ogon bardzo długi, stanowi 3/5 długości ciała. Oczy małe, nozdrza zakończone krótkimi mięsistymi rurkami.
Ubarwienie zależy od środowiska. Grzbiet jest ciemny lub prawie czarny, czasem z zielonkawym, niebieskawym lub brązowawym odcieniem. Boki ciemnożółtawobiałe z wyraźnym szarobrązowym marmurkowym wzorem, brzuch szarobiały z ciemnymi nieregularnymi plamami. Czasami występują czerwonookie osobniki albinotyczne.

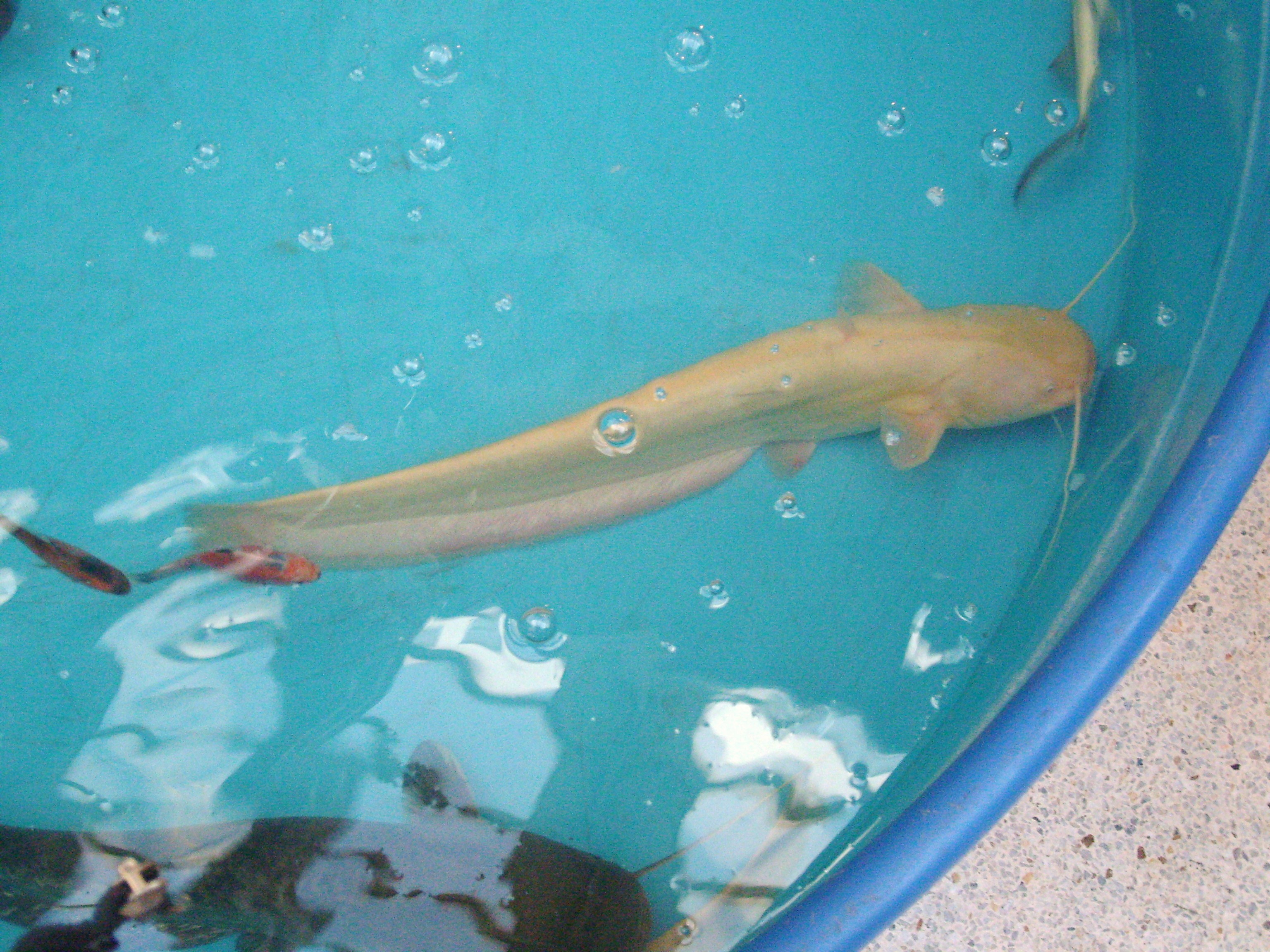
albinotyczna forma suma pospolitego

## Odżywianie
Młodociane osobniki zjadają początkowo skorupiaki, robaki itp. Starsze są drapieżnikami. Poluje na ryby różnych gatunków. Czasem zjada żaby, ropuchy, salamandry i wszelkiego innego rodzaju płazy, a nawet pożywia się gadami, ssakami, ptakami. Gdy nie ma możliwości normalnego odżywiania, pożywia się padliną. Choć najbardziej lubi jeść pływające ptaki, to większość zdobyczy stanowią niewielkie rybki o długości kilkunastu centymetrów.

## Rozród
Dojrzałość płciową osiąga w wieku 3–6 lat. Tarło odbywa się od maja do lipca, w wodach o temperaturze nie mniejszej niż 20 °C, na zarośniętych płyciznach. Samica buduje na oczyszczonym z roślin podłożu prymitywne gniazdo i składa do niego około 500 tys. ziaren ikry, której pilnuje samiec. Wylęg następuje po 3–4 dniach. Okres larwalny kończy się po około 21 dniach. Młode osobniki wyglądem przypominają kijanki.

## Znaczenie gospodarcze
Największe znaczenie gospodarcze ma w rejonie Morza Czarnego. Wędkarze łowią go przede wszystkim na żywca lub martwą rybkę, z gruntu lub na spławik oraz na spinning.

## Ochrona w Polsce
- okres ochronny:
  - w terminie od dnia 1 maja do dnia 15 czerwca na obszarze morskich wód wewnętrznych na zachód od południka 15°23ʹ14ʺ E oraz na jeziorze Dąbie[11]
  - w wodach śródlądowych od 1 stycznia do 31 maja[12]
- wymiar ochronny: 70 cm[12]

## Rekordy wędkarskie
Rekord Polski wagowy: 105,5 kg, 259 cm (złowiony 17 października 2017 r. w Jeziorze Rybnickim) – łowca Władysław Bombik.
Oficjalny rekord świata: ok. 135 kg (według organizacji IGFA), złowiony w rzece Pad we Włoszech.